# Fyra tunnlann bedor om dan
Fyra tunnlann bedor om dan... är ett album av Pelleperssons Kapell, släppt 1977. Albumet spelades in våren 1977 i Decibel Studios i Stockholm och utgavs av det svenska musikförlaget Oktoberförlaget.

## Låtlista
1. "Auktionsvisa" (John Holm) – 3:35
2. "Titta in till oss" (Carl Åström) – 4:15
3. "Strejkvisa" (trad.) – 3:05
4. "Den store ingenjören" (trad.) – 6:35
5. "Bedevisa" (Eric Bernwall/Hugo Franzén) – 2:00
6. "En död i skönhed" (trad./Henrik Menander) – 3:10
7. "Tjo, va det viftar" (trad./O. Göransson) – 4:35
8. "Galtavisa (Gålten som dräjnte si)" (Ronny Åström) – 3:10
9. "Låftamannen" (Erik Ahlberg) – 4:35

## Medverkande
Musiker:
- Peps Persson – sång, gitarr, munspel, percussion
- Rolf Alm – dragspel
- Per Odeltorp – basgitarr
- Roland Keijser – flöjt, sopransaxofon, tenorsaxofon
- Bosse Skoglund – trummor, marimba, percussion blockflöjt
- Lars Lindkvist – stråkgiga, fiol, blockflöjt, sång
- Brynn Settels – orgel, piano, percussion
- Bertil Pettersson – percussion
- Lars Lindkvist – sång

Produktion:
- Peps Persson – musikproducent, ljudmix
- Lars Gustafsson – ljudtekniker
- Pontus Olsson – ljudtekniker
- Jan Hesseldahl – omslagsdesign
- Ellbergs Bilder AB – foto
- Robert Aschberg – foto
- Örjan Hamrin – foto